# Poltergeist III - Ci risiamo
Poltergeist III - Ci risiamo (Poltergeist III) è un film horror statunitense del 1988 diretto da Gary Sherman. Uscì il 10 giugno 1988. È il terzo e ultimo film della saga di Poltergeist e seguito di Poltergeist II - L'altra dimensione.

## Trama
Carol Anne è stata mandata dai genitori a Chicago dalla zia Pat e lo zio Bruce Gardner per cambiare aria. Tuttavia a Chicago la bambina ha delle visioni su Kane.
Carol Anne frequenta una scuola per bambini problematici, poiché nessuno a Chicago, compresi i suoi zii, crede alla sua esperienza paranormale. Un giorno a scuola,  Carol Anne viene mandata dall'insegnante/psichiatra, il Dr. Seaton, che peraltro sembra infastidito dalla bambina, a discutere sui fatti che le erano successi in precedenza. Questo purtroppo, fa tornare Kane dal limbo, dove era stato mandato nel secondo film.
Una sera Carol Anne viene lasciata sola con Dana, sua cugina adolescente. La bambina convince quest'ultima ad andare alla festa organizzata da amici, dicendole che la "coprirà", in modo da guadagnarsi la sua simpatia. Durante la notte Kane cerca di rapirla, ma Carol Anne riesce a fuggire grazie all'aiuto di Tangina, la medium che sin dalla prima pellicola è stata coinvolta nell'esperienza sovrannaturale della bambina, la quale è convinta del ritorno di Kane.
Intanto il dottor Seaton esce di casa per raggiungere Carol Anne e Dana porta degli amici al centro commerciale, dove lavora la matrigna, a fare baldoria.
Dana viene presto raggiunta da Carol Anne, quest'ultima viene risucchiata, con Scott e Dana da un vortice d'acqua creatosi dal nulla in una pozzanghera nel parcheggio del centro commerciale. Bruce viene a sapere della festa al centro commerciale e raggiunge gli amici di Dana, chiedendo notizie di lei e Carol Anne. In seguito Bruce vede riemergere Scott dalla piscina, divenuta inspiegabilmente di ghiaccio. Scott congelato e in stato di shock, riesce solo a borbottare che Dana e Carol Anne sino state prese; entrano poi nella stanza il Dr. Seaton e Patricia, al loro arrivo la piscina e Scott sono tornati normali. Il dottor Seaton sostiene con fermezza che Carol Anne abbia ipnotizzato Bruce. Ma tornati a casa Bruce e Patricia vengono chiamati da Carol Anne, da dietro una porta che dà su un portale paranormale, questi tentano di aiutarla, ma la medium Tangina avverte loro che quella che stanno traendo in salvo non è la vera Carol Anne, questi mollano la presa e scoprono che Tangina ha detto la verità; il portale si chiude. Bruce interpella la medium chiedendole chi sia, dopo aver risposto dice agli zii della bambina che Carol Anne e Dana non si trovano dietro quella porta e che bisogna fermare Kane prima che diventi troppo forte, Bruce tuttavia è ancora scettico. La medium raggiunge il Dr. Seaton nel suo ufficio e assiste all'interrogatorio che quest'ultimo sta facendo a Scott, ancora scosso. La medium apprende che il portale potrebbe trovarsi nella pozzanghera al centro commerciale, Così si mette in contatto con Carol Anne e le dice di tornare in camera sua. Il dottor Seaton crede che tutta questa storia sia una messinscena, così i due zii sono costretti a scegliere se dare fiducia alla sensitiva o allo scienziato, scelgono Tangina.
Rientrati nell'appartamento vedono uscire Carol Anne da una stanza, ma non da quella reale, da quella riflessa nello specchio. Ma non è la vera Carol Anne, è Kane, che tocca Tangina riducendola ad un mucchio di ossa, dal quale esce Dana, anch'essa in stato di shock. Ad un tratto Bruce vede Carol Anne e la insegue per i corridoi del condominio, a sua volta seguito da Seaton, che trova la falsa Carol Anne in un ascensore ma viene spinto giù per la tromba di questa da Dana, che viene raggiunta poi da Scott; entrambi si rivelano, a loro volta degli impostori. Intanto Bruce e Patricia, che l'aveva seguito, vengono chiusi in una cella frigorifera del condominio, dal soffitto della quale esce un liquido melmoso che rischia di soffocarli. Dall'interno del liquido esce Tangina che consegna loro il suo amuleto. Patricia ormai esasperata viene consolata dal marito, nel condominio ormai teatro di fenomeni soprannaturali, le auto nel garage iniziano ad inseguire gli zii, ma Bruce manda a fuoco il garage, facendo scattare gli irrigatori sul soffitto e riportando tutto alla normalità. Ma mentre sono in ascensore, Kane fa precipitare e salire la cabina. Riusciti ad uscire, notano il cadavere di Seaton, ormai ridotto ad uno scheletro. La coppia capisce che Kane non può controllare l'esterno perché opera all'interno così, usando il carrello a parete del lavavetri scendono presso la finestra del loro appartamento e la sfondano, Bruce si getta all'interno dell'abitazione. Kane cerca, con uno stratagemma di cacciare via Patricia che, a sua volta entra nell'appartamento, trovando i resti senza vita della sua famiglia e decapitando Kane con una pala. Nonostante ciò, egli ritorna in vita; ma la situazione viene salvata da Tangina, che attraverso lo specchio parla a Kane e lo convince ad entrare con lei nella luce. Dopo tutto ciò Bruce ritorna nella dimensione reale con la nipotina e la figlia, facendo tornare tutto com'era in principio e mettendo fine alla trilogia.